# Flanders e Swann

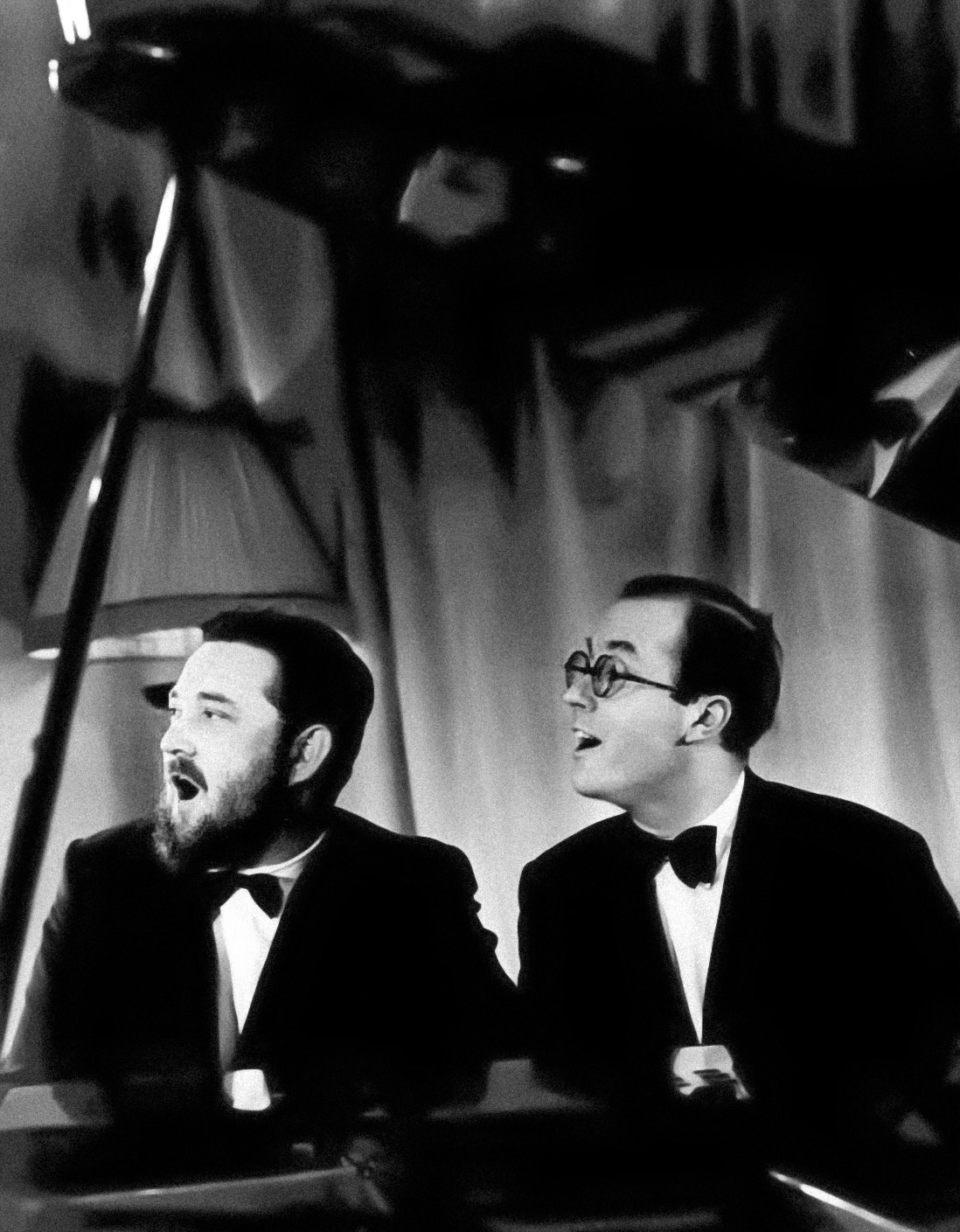
Flanders e Swann nel 1966

Flanders e Swann è stato un duo comico britannico. Il paroliere, attore e cantante Michael Flanders (1922–1975) e il compositore e pianista Donald Swann (1923–1994) collaborarono alla scrittura e all'esecuzione di canzoni comiche. Lavorarono insieme per la prima volta in una rivista scolastica nel 1939 e alla fine realizzarono insieme più di 100 canzoni comiche.
Tra il 1956 e il 1967, Flanders e Swann eseguirono le loro canzoni, intervallate da monologhi comici, nelle loro riviste di lunga data At the Drop of a Hat e At the Drop of Another Hat, che vennero portate in tournée in Gran Bretagna e all'estero. Entrambe le riviste vennero registrate in concerto (da George Martin) e il duo realizzò anche diverse registrazioni in studio.

## Associazione musicale
Flanders e Swann frequentarono entrambi la Westminster School (dove nel luglio e nell'agosto del 1940 misero in scena una rivista chiamata Go To It) e la Christ Church di Oxford, due istituzioni legate da antica tradizione. Il duo si separò durante la seconda guerra mondiale, ma un incontro casuale, nel 1948, portò a una collaborazione musicale che diede vita a canzoni e opere leggere. Flanders scriveva le parole e Swann componeva la musica. Le loro canzoni sono state cantate da artisti come Ian Wallace e Joyce Grenfell.
Nel dicembre 1956, Flanders e Swann presero in affitto il New Lindsey Theatre, a Notting Hill, per eseguire la loro rivista per due uomini At the Drop of a Hat, che debuttò a Capodanno. Flanders cantava una selezione delle canzoni che avevano scritto, intervallate da monologhi comici, accompagnato da Swann al pianoforte. Una caratteristica insolita del loro spettacolo era che entrambi gli uomini rimanevano seduti durante gli spettacoli: Swann dietro il suo pianoforte e Flanders su una sedia a rotelle (avendo contratto la poliomielite nel 1943). Lo spettacolo ebbe successo e il mese successivo venne trasferito al Fortune Theatre, dove andò in scena per oltre due anni, prima di andare in tournée nel Regno Unito, negli Stati Uniti, in Canada e in Svizzera.
Nel 1963, Flanders e Swann realizzarono una seconda rivista, At the Drop of Another Hat, presentandola all'Haymarket Theatre. Nei quattro anni successivi girarono con una combinazione dei due spettacoli nel Regno Unito, Australia, Nuova Zelanda, Hong Kong, Stati Uniti e Canada, prima di finire al Booth Theatre di Broadway. Il 9 aprile 1967 si esibirono insieme nel loro ultimo spettacolo dal vivo. Dieci giorni dopo, si trasferirono in uno studio e registrarono lo spettacolo per la televisione.
Nel corso di 11 anni, Flanders e Swann tennero quasi 2.000 esibizioni dal vivo. Sebbene la loro collaborazione con gli spettacoli fosse terminata nel 1967, in seguito rimasero amici e collaborarono a progetti occasionali.

### Cronologia e luoghi delle riviste
| Data    | Teatro                                                                           |
| ------- | -------------------------------------------------------------------------------- |
| 1953    | Royal Court Theatre, "Airs on a Shoestring"                                      |
| 1954    | Saville Theatre, "Pay the Piper"                                                 |
| 1956    | Comedy Theatre, "Fresh Airs"                                                     |
| 1956    | New Lindsey Theatre, Notting Hill                                                |
| 1957–59 | Fortune Theatre (spettacolo sospeso un mese a causa della polmonite di Flanders) |
| 1959    | Festival di Edimburgo "At the Drop of a Kilt"                                    |
| 1959–60 | Golden Theatre, New York                                                         |
| 1960–61 | tour con 12 tappe negli Stati Uniti, più Toronto, in Canada                      |
| 1961    | Svizzera                                                                         |
| 1962    | tour di nove tappe nel Regno Unito, più Toronto, in Canada                       |
| 1963    | tour di nove tappe nel Regno Unito                                               |
| 1963    | Haymarket Theatre                                                                |
| 1964    | tour di nove tappe in Australia, cinque in Nuova Zelanda più Hong Kong           |
| 1965    | tour di tre tappe nel Regno Unito                                                |
| 1965    | Globe Theatre (ora Gielgud)                                                      |
| 1966    | tour di nove tappe negli Stati Uniti, più Toronto                                |
| 1966–67 | New York                                                                         |

## Discografia
I loro dischi furono originariamente pubblicati dall'etichetta Parlophone; le ristampe in CD sono state pubblicate da EMI.
- 1957 – "A Gnu", "Misalliance"

### EP
- 1957 – More out of the Hat! (EP)
- 1959 – Excerpts from at the Drop of a Hat (EP)
- 1959 – More Excerpts from at the Drop of a Hat (EP)
- 1962 – The Bestiary of Flanders & Swann (EP)
- 1964 – Favourites from at the Drop of Another Hat (EP)
- 1964 – More out of the New Hat (EP)

### LP
- 1957 - At the Drop of a Hat (50a esibizione e pochi giorni dopo, PMC 1033)
- 1960 - At The Drop of a Hat (performance finale prodotta da George Martin)
- 1964 - At the Drop of Another Hat (produced by George Martin)
- 1967 – The Bestiary of Flanders & Swann (prodotto da George Martin)
- 1975 – And Then We Wrote...
- 1977 – Tried by the Centre Court[3]

### Cassette
- 1996 - EMI Comedy Classics (Hat e Another Hat su due cassette)
- 1997 – More out of the Drop of a Hat – Again! (doppia cassetta)

### CD
- 1991 – The Complete Flanders & Swann (primi tre album in cofanetto)[3]
- 1994 - A Transport of Delight: The Best of Flanders & Swann
- 1999 – The Flanders and Swann Collection
- 2000 – A Drop of Hilarity from Flanders & Swann
- 2007 – Hat Trick: Flanders & Swann Collector's Edition

## Libri
- 1977 - Songs of Michael Flanders and Donald Swann (Michael Flanders e Donald Swann, colonne sonore)
- 1991 - The Hippopotamus Song: A Muddy Love Story (Michael Flanders e Donald Swann, libro per bambini)

## Video
- 1992 - The Only Flanders & Swann Video (registrato a New York, il 19 aprile 1967, 10 giorni dopo la chiusura di At The Drop of Another Hat)
- 1998 - Flanders & Swann (registrato a New York, 1962 e 1967)

## Canzoni
Le canzoni di Flanders e Swann sono caratterizzate da spirito, satira gentile, complessi schemi di rime e ritornelli memorabili. Flanders ha commentato durante l'esibizione registrata di At the Drop of Another Hat:
(Flanders)
Hanno scritto insieme più di cento canzoni comiche. Una canzone molto rara, "Vendor Librorum Floreat" (Lascia che il libraio fiorisca), venne pubblicata come singolo nel 1960. Venne scritta per l'annuale American Booksellers Association, l'unica volta in cui Flanders & Swann accettarono una commissione privata.

## Monologhi
I monologhi comici di Flanders includono:
- "By Air": sulla moda dei viaggi aerei. "Sono d'accordo con la vecchia signora che ha detto: "Se Dio avesse voluto che noi volassimo, non ci avrebbe mai dato le ferrovie."
- "Tried by the Centre Court" - una partita del Torneo di Wimbledon tra Miss L. Hammerfest e Miss Joan Hunter-Dunn, raccontata da un arbitro esasperato. "Stanno colpendo una palla con lo stomaco di un gatto".
- "Greensleeves": sullo sfondo della composizione della famosa aria inglese. Una versione annotata, che spiega tutte le battute, è disponibile online.[7]
- Los Olividados - una satira sulla corrida, sul "dramma quasi insopportabile di una corrida d'olivas, o festival del ripieno delle olive". "Uno sport crudele: qualcuno potrebbe pensarlo. Ma questo è sicuramente più di uno sport, questa è più di una forma d'arte vitale. Ciò che abbiamo sperimentato qui oggi è una catarsi totale, nella recitazione di quel dramma primordiale, dell'uomo contrapposto all'olivo". Il titolo è un riferimento a Los Olvidados, o The Forgotten Ones, un film del 1950 del regista Luis Buñuel.
- "Built-up Area": un abitante preistorico della pianura di Salisbury si lamenta di un nuovo sviluppo: Stonehenge.

## Omaggio e parodia
Il duo comico costituito da Donald Brabbins e Teddy Fyffe ha messo in scena la parodia Armstrong &amp; Miller come uno sketch ricorrente in The Armstrong and Miller Show in cui Brabbins parodia Flanders nei panni di Armstrong e Teddy Fyffe parodia Miller nei panni di Swann. Le parodie iniziano come una tipica esibizione di Flanders e Swann, ma le canzoni sono molto più oscene, spesso censurate per l'effetto comico.
Il cantautore britannico Frank Turner ha interpretato "The Armadillo" nel suo EP "Mittens".